# Pallamano Buscaglione Roma
La Pallamano Buscaglione Roma fu una società di pallamano della città di Roma; vinse il primo campionato italiano di Serie A.

## Cronologia
Cronistoria della Pallamano Buscaglione Roma
- 1969 • Nascita della Pallamano Buscaglione Roma
- 1969-70 • Serie A •  Campione d'Italia (1º titolo)
- 1970-71 • Serie A •
- 1971-72 • Serie A •

## Partecipazioni alle coppe europee
| Competition        | Partite Giocate | Partite Vinte | Partite Pareggiate | Partite Perse | Gol Fatti | Gol subiti | Differenza reti |
| ------------------ | --------------- | ------------- | ------------------ | ------------- | --------- | ---------- | --------------- |
| Coppa dei Campioni | 2               | 0             | 0                  | 2             | 16        | 72         | -56             |
| Totale             | 2               | 0             | 0                  | 2             | 16        | 72         | -56             |

| Stagione  | Competizione       | Round | Paese       | Club         | Risultati    |
| --------- | ------------------ | ----- | ----------- | ------------ | ------------ |
| 1970-1971 | Coppa dei Campioni | 1T    | Paesi Bassi | HV Sittardia | 10-24 ; 6-48 |

## Palmarès
- Campionato italiano di pallamano maschile: 1
1969-70.

## Squadre storiche

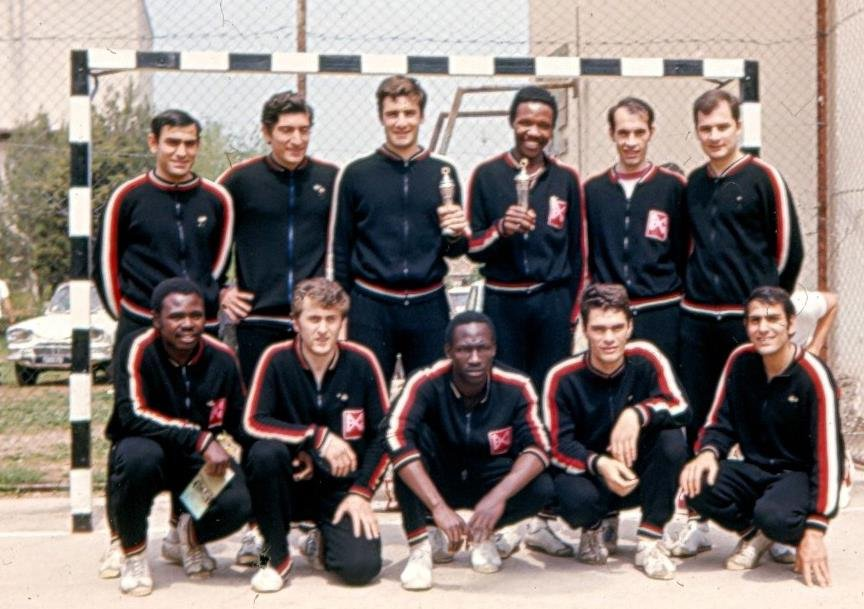
Formazione del 1969

Formazione campione d'Italia 1969-1970 Ava,  Cacciatore,  De Martini,  Guarnotta,  Lo Cascio L.,  Lo Cascio P.,  Miradoli, Pavia, Misso,  Riechof,  Romacciotti,  Zaina. Allenatore e giocatore:  Giovanni Donnini.